# Мархелювка
Мархелювка (пол. Marchelówka) — село в Польщі, у гміні Янув Сокульського повіту Підляського воєводства.
Населення — 93 особи (2011).
У 1975-1998 роках село належало до Білостоцького воєводства.

## Демографія
Демографічна структура станом на 31 березня 2011 року:
|          | Загалом | Допрацездатний вік | Працездатний вік | Постпрацездатний вік |
| -------- | ------- | ------------------ | ---------------- | -------------------- |
| Чоловіки | 48      | 13                 | 26               | 9                    |
| Жінки    | 45      | 9                  | 23               | 13                   |
| Разом    | 93      | 22                 | 49               | 22                   |